# Pipizella cauta
Pipizella cauta är en tvåvingeart som beskrevs av Violovitsh 1981. Pipizella cauta ingår i släktet rotlusblomflugor, och familjen blomflugor. Inga underarter finns listade i Catalogue of Life.